# Уманак (Туле)

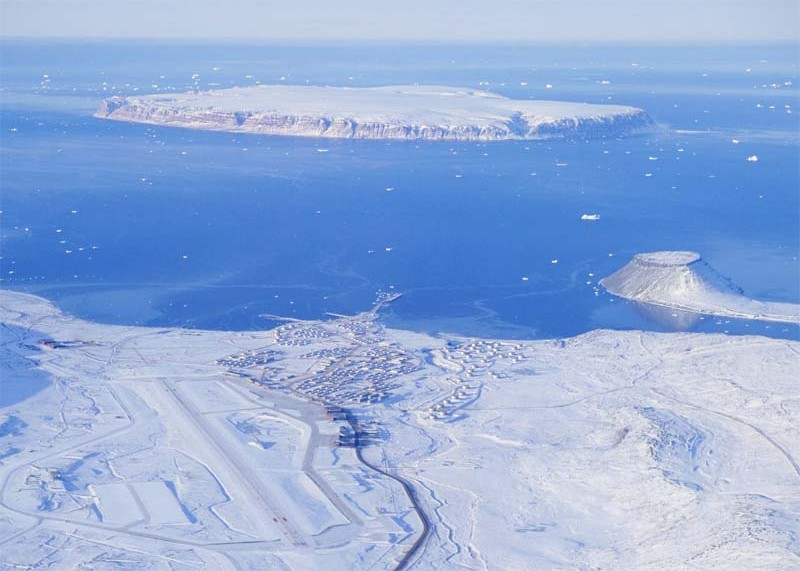
Вид на авиабазу Туле с воздуха — место, где раньше находился посёлок Уманак.

О городе и бывшей коммуне в 800 км к югу см. статью Уманак
Уманак (гренл. Uummannaq букв. «в форме тюленьего сердца»; дат. Thule, Туле, англ. Dundas, Дандас) — бывший эскимосский посёлок, находившийся ранее на территории, где сейчас базируется американская авиабаза Туле на севере Гренландии. Сейчас эта территория находится на территории коммуны Каасуитсуп, но не входит в её состав, а является не включённой территорией Гренландии. Находится в 1118 км к северу от Полярного круга и в 1524 км от Северного Полюса.
После начала строительства американской авиабазы в 1951 году было принято решение о переселении жителей Уманака и соседнего посёлка Питуффик. В мае 1953 года все местные жители, нагрузив полные сани домашним скарбом, переселились на собаках почти на 90 км севернее, в город Каанаак. Название «Туле» или «Новый Туле» в связи с этим стало употребляться как для самого города, так и для одноимённой коммуны, центром которой он был.
Название Питуффик в современной официальной гренландской статистике употребляется для посёлка, возникшего вокруг авиабазы Туле для её обслуживания. Постоянное население этого посёлка в январе 2009 года составило 166 человек. Изначально это в основном американцы, но сейчас всё больше становится гренландцев.